# 陶瓷器

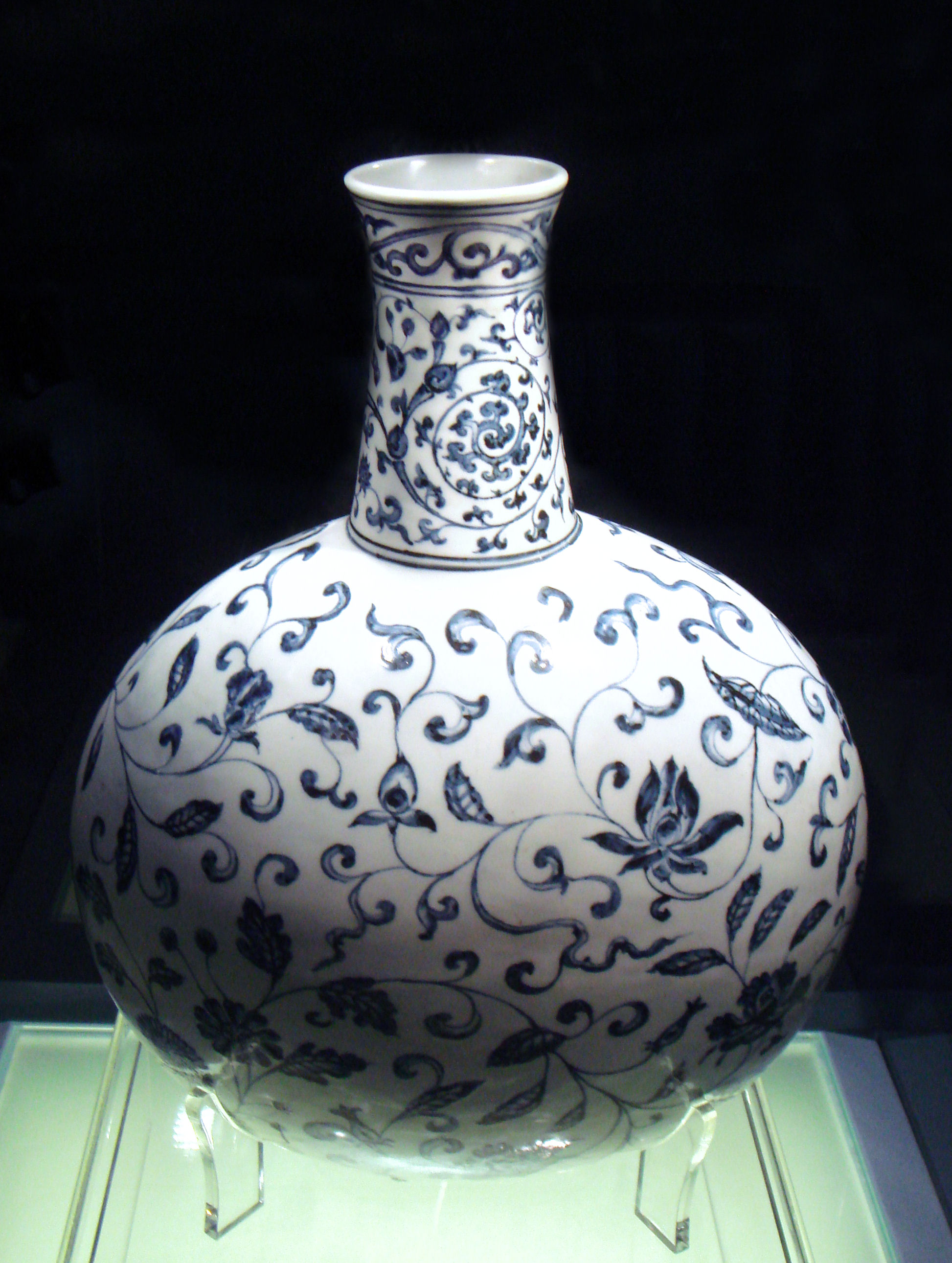
大明瓷器

陶瓷器，也作陶磁器，一般稱為陶瓷，是用泥（陶泥或瓷泥）勾水成泥漿，製成器皿的形狀，待乾燥後再放入爐燒成一件件器皿的工藝。製成品會叫做陶器或瓷器。陶器一般用黏土或陶土经捏制成形后烧制而成；瓷器则由瓷石、高岭土等组成，外表施有釉或彩绘的物器，需经过高温（约1200℃–1400℃）的窑内烧制，源于中国。

## 材料

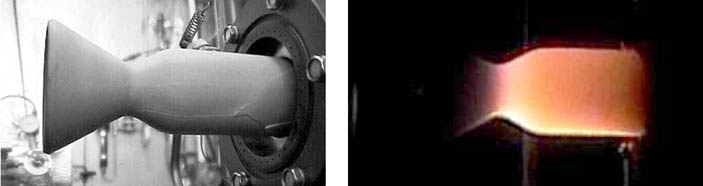
氮化硅火箭推进器。左：安装在测试台上。右：使用 H _{2} /O _{2}推进剂进行测试。

陶瓷材料是一种无机、金属氧化物、氮化物或碳化物材料。某些元素（例如碳或硅）可视为陶瓷。陶瓷材料易碎、坚硬、抗压强度高，但抗剪切和抗拉强度低。它们可耐受其他材料在酸性或碱性环境中发生的化学侵蚀。陶瓷通常可耐受极高的温度，范围从 1,000 °C 到 1,600 °C（1,800 °F 到 3,000 °F）。

先进陶瓷材料的低倍SEM 显微照片。陶瓷的特性使得断裂成为一种重要的检查方法。

陶瓷材料的结晶度差别很大。大多数情况下，烧制后的陶瓷是玻璃化的或半玻璃化的，例如陶器、炻器和瓷器。离子键和共价键中不同的结晶度和电子组成使大多数陶瓷材料成为良好的热和电绝缘体（陶瓷工程中的研究）。由于陶瓷的组成/结构有如此多的可能选择（几乎所有的元素、几乎所有的键合类型和所有的结晶度水平），这个主题的范围非常广，很难为整个群体指定可识别的属性（硬度、韧性、电导率）。高熔点、高硬度、差的导电性、高弹性模量、耐化学性和低延展性等一般性质是常态 ，但每个规则都有已知的例外（压电陶瓷、低玻璃化转变温度陶瓷、超导陶瓷）。
玻璃纤维和碳纤维等复合材料虽然含有陶瓷材料，但不属于陶瓷家族。
高度定向的结晶陶瓷材料不适合进行多种加工。处理它们的方法往往分为两类：要么通过原位反应将陶瓷制成所需形状，要么将粉末“成型”成所需形状，然后烧结成固体。陶瓷成型技术包括手工成型（有时包括称为“投掷”的旋转过程）、注浆成型、流延成型（用于制造非常薄的陶瓷电容器）、注塑、干压和其他变化。
许多陶瓷专家并不认为具有非晶态（即玻璃）特征的材料是陶瓷，尽管玻璃制造涉及陶瓷工艺的几个步骤，并且其机械性能与陶瓷材料相似。然而，热处理可以将玻璃转化为一种半结晶材料，称为微晶玻璃。
传统的陶瓷原料包括高岭石等粘土矿物，而较新的材料包括氧化铝，俗称矾土。现代陶瓷材料被归类为高级陶瓷，包括碳化硅和碳化钨。这两种材料都因其耐磨性而受到重视，因此被用于采矿作业中破碎设备的耐磨板等应用。高级陶瓷还用于医疗、电气、电子和装甲行业。

## 历史

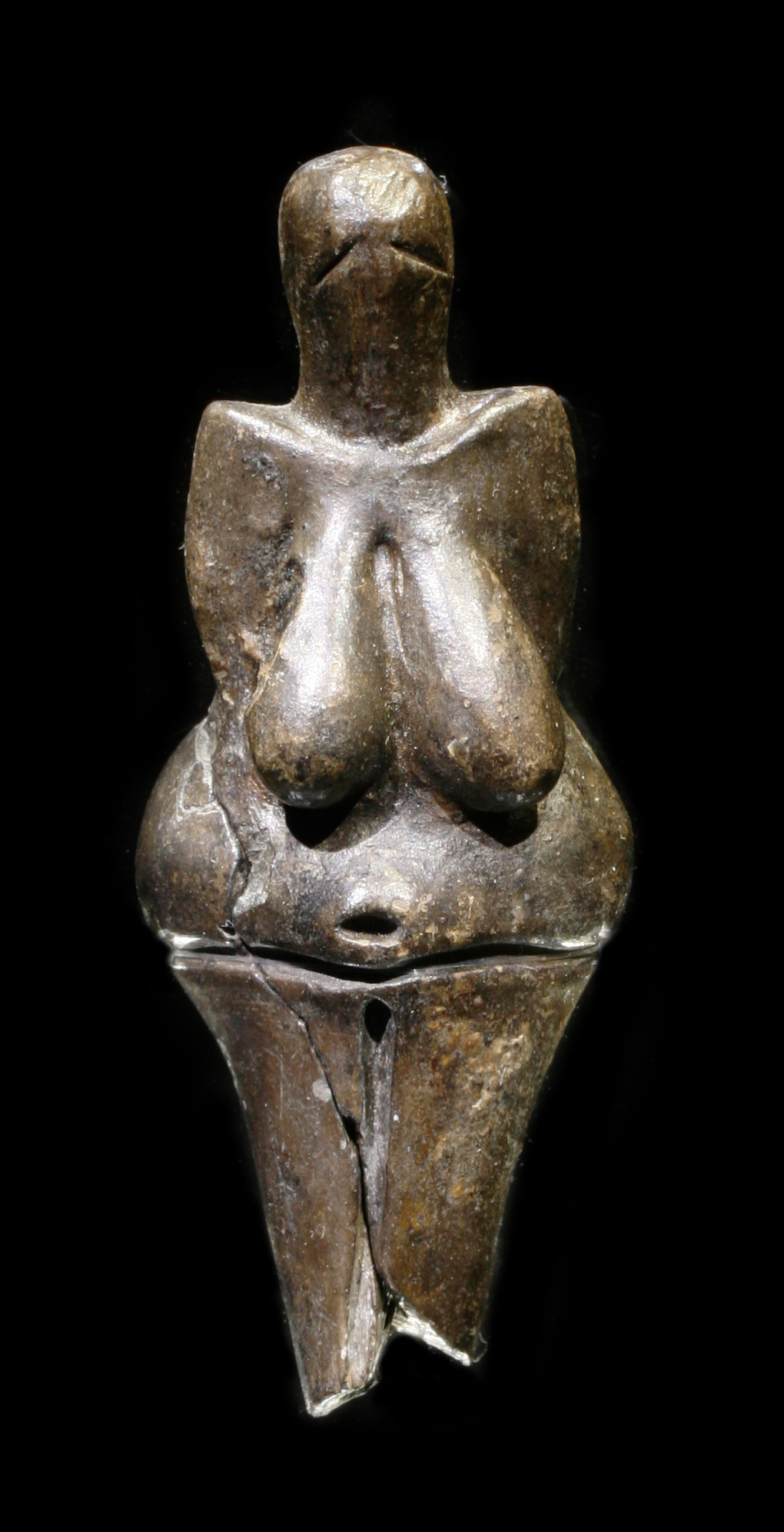
已知最早的陶瓷是格拉维特陶瓷雕像，可追溯到公元前 29,000 至 25,000 年。

人类似乎已经制作自己的陶瓷至少 26,000 年了，将粘土和二氧化硅置于高温下熔化并形成陶瓷材料。迄今为止发现的最早的陶器是在欧洲中南部，是雕像，而不是盘子。已知最早的陶器是将动物产品与粘土混合，然后在高达 800°C (1,500°F) 的温度下烧制而成。虽然已经发现了 19,000 年前的陶器碎片，但直到大约 10,000 年后，普通陶器才变得普遍。一个遍布欧洲大部分地区的早期民族因其使用陶器而得名：绳纹器文化。这些早期的印欧民族在陶器还湿的时候用绳子包裹它来装饰它。当陶瓷被烧制时，绳子会被烧掉，但会在表面留下复杂的凹槽装饰图案。
轮子的发明最终导致人们使用轮成型（拉坯）技术（如陶轮）制作出更光滑、更均匀的陶器。早期的陶瓷是多孔的，容易吸水。随着上釉技术的发现，它开始用于更多物品，上釉技术涉及用硅、骨灰或其他可以熔化并重新形成玻璃表面的材料涂覆陶器，使容器不易透水。

### 考古学
陶瓷文物在考古学中发挥着重要作用，有助于了解古代人的文化、技术和行为。它们是考古遗址中最常见的文物之一，通常以碎陶器的小碎片形式存在，称为陶片。收集到的陶片的处理可以分为两种主要分析类型：技术和传统分析。
传统的分析方法是根据风格、成分、制作方法和形态将陶瓷制品、陶片和较大的残片分类成特定类型。通过创建这些类型学，可以区分不同的文化风格、陶瓷的用途、当时人们的技术水平等。此外，通过观察陶瓷风格随时间的变化，可以将陶瓷分为不同的诊断组（组合）。将陶瓷制品与已知年代的组合进行比较，可以按时间顺序对这些残片进行归类。

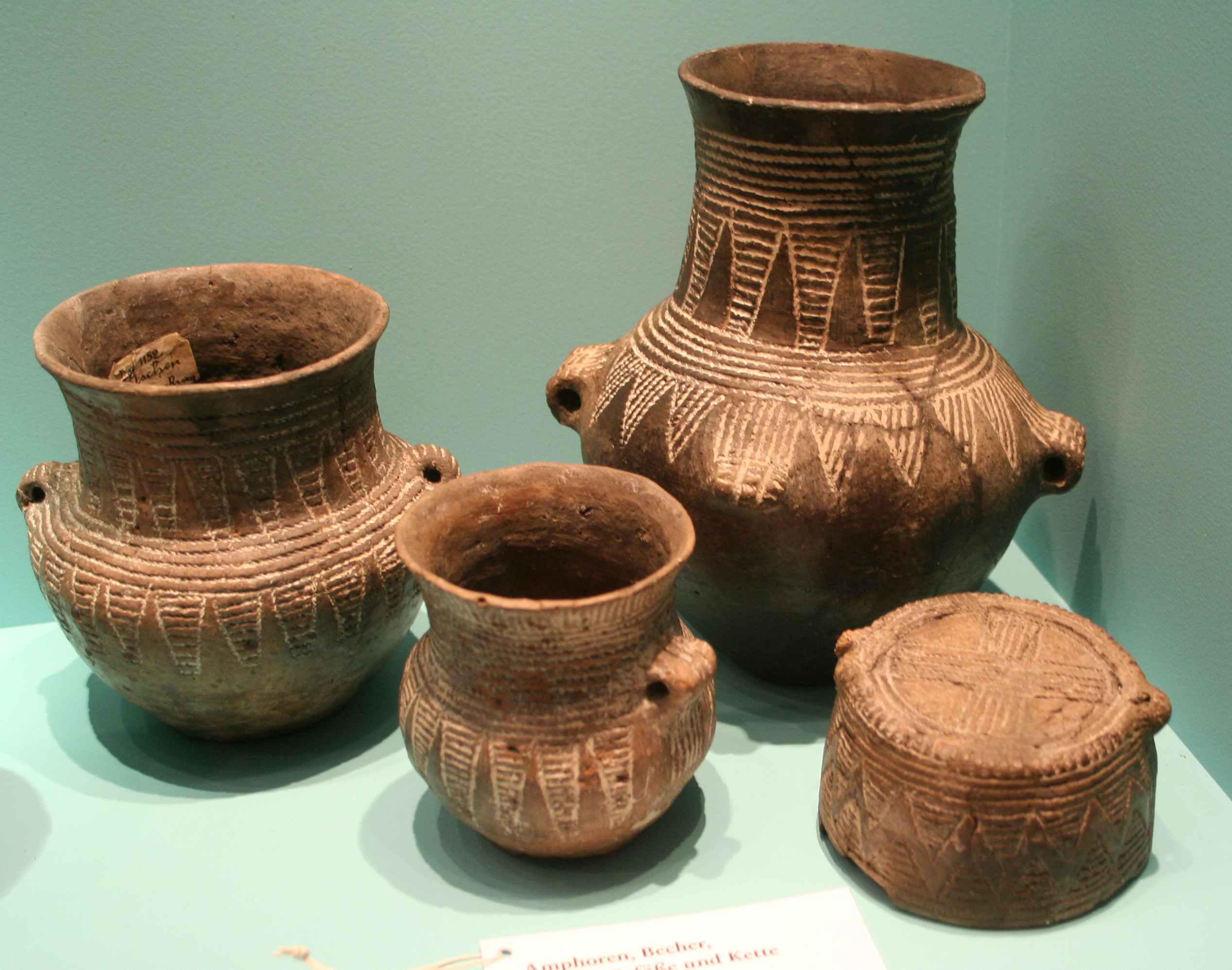
公元前 2500 年的绳纹器文化陶器

陶瓷分析的技术方法包括更细致地检查陶瓷文物和陶片的成分，以确定材料的来源，并由此确定可能的制造地点。关键标准是粘土的成分和制造所研究物品时使用的调制剂：调质剂是在初始生产阶段添加到粘土中的材料，用于辅助后续干燥过程。调质剂的类型包括贝壳碎片、花岗岩碎片和被称为“熟料”的磨碎的陶片碎片。调质剂通常通过显微镜检查调质材料来确定。粘土的识别是通过重新烧制陶瓷并使用孟塞尔土壤颜色符号为其分配颜色的过程来确定的。通过估计粘土和调质剂的成分并找到已知两者都存在的区域，可以确定材料来源。根据文物的来源分配，可以进一步调查制造地点。

## 特性
| 名称 | 吸水率 | 胎料   | 烧成温度 | 表面   |
| ---- | ------ | ------ | -------- | ------ |
| 陶器 | >10%   | 粘土   | ～900℃   | 不施釉 |
| 瓷器 | <0.5%  | 高岭土 | ～1200℃  | 施釉   |

- 土器：低温（<1200℃[6]）烧制的陶器[7]，透水[8]。
  - 耐火砖是由耐火土（英语：fireclay）燒製的建筑陶瓷，有時會上釉。

|        | 大类   | 子类     |                                                                          |
| ------ | ------ | -------- | ------------------------------------------------------------------------ |
| 陶瓷   | 土器   | 砖、瓦   | 将特定形状的粘土进行煅烧，可制成红砖、青砖和瓦。                         |
| 陶瓷   | 土器   | 耐火砖   |                                                                          |
| 陶瓷   | 土器   | 其他     |                                                                          |
| 陶瓷   | 土器   | 瓷砖     | 将耐火的金屬氧化物及半金屬氧化物，經由研磨、混合、壓制、施釉、燒結制成。 |
| 陶瓷   | 烧结器 | 陶器     | 红陶                                                                     |
| 陶瓷   | 烧结器 | 陶器     | 白陶                                                                     |
| 陶瓷   | 烧结器 | 陶器     | 灰陶                                                                     |
| 陶瓷   | 烧结器 | 陶器     | 黑陶                                                                     |
| 陶瓷   | 烧结器 | 瓷器     | 硬质瓷                                                                   |
| 陶瓷   | 烧结器 | 瓷器     | 软质瓷胎体强度低、敲击声音暗哑。                                         |
| 熔塊瓷 |        | 陶瓷材料 | 高温陶瓷、电子陶瓷、介电陶瓷、压敏陶瓷、玻璃陶瓷                         |

## 外部連結
1. 戶倉恆信〈瀨戶物-日本陶瓷文化的精華〉 （页面存档备份，存于），自由時報，2019年5月6日。